# Maria Himmelfahrt (Kaltern)

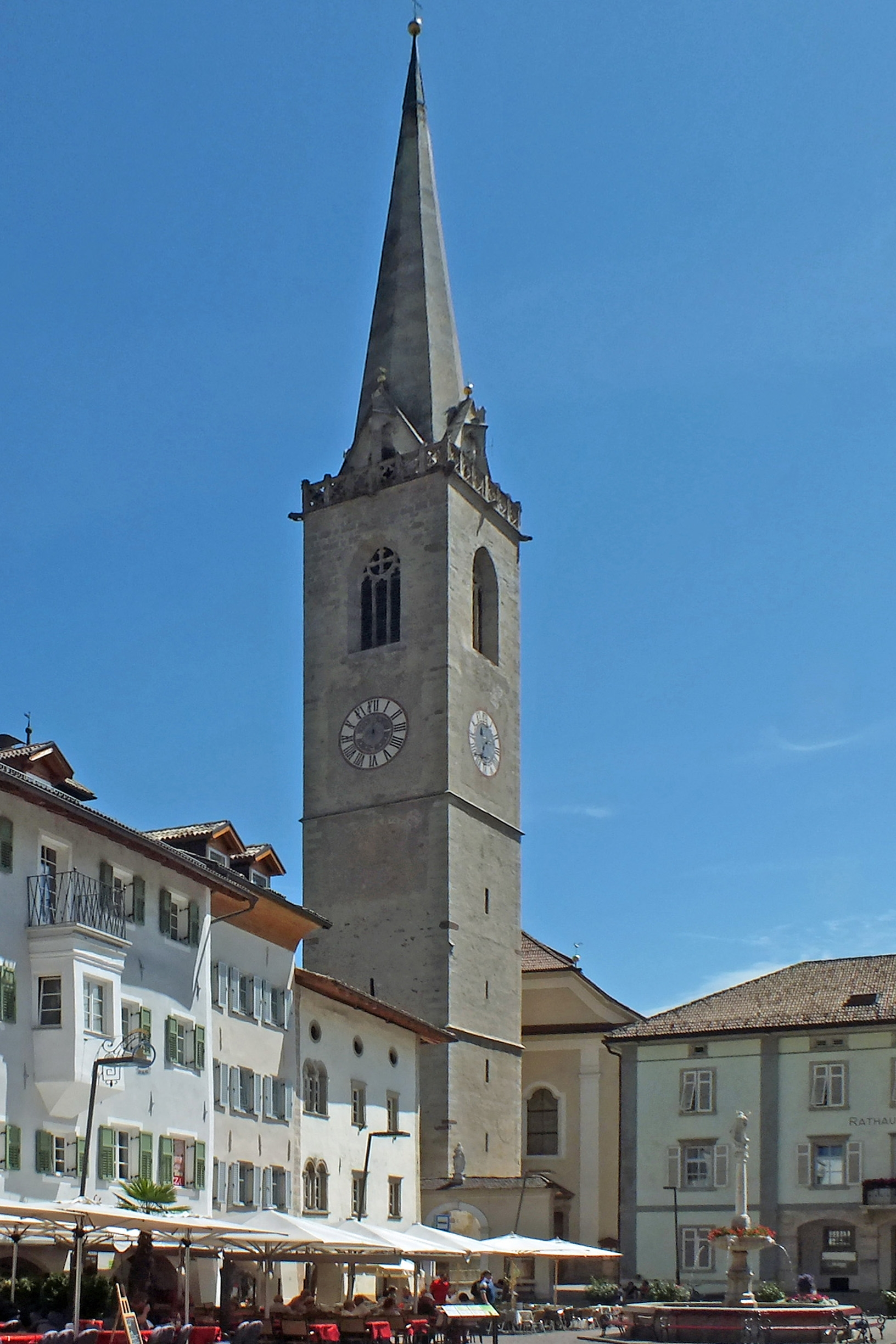
Die Kirche vom Marktplatz aus

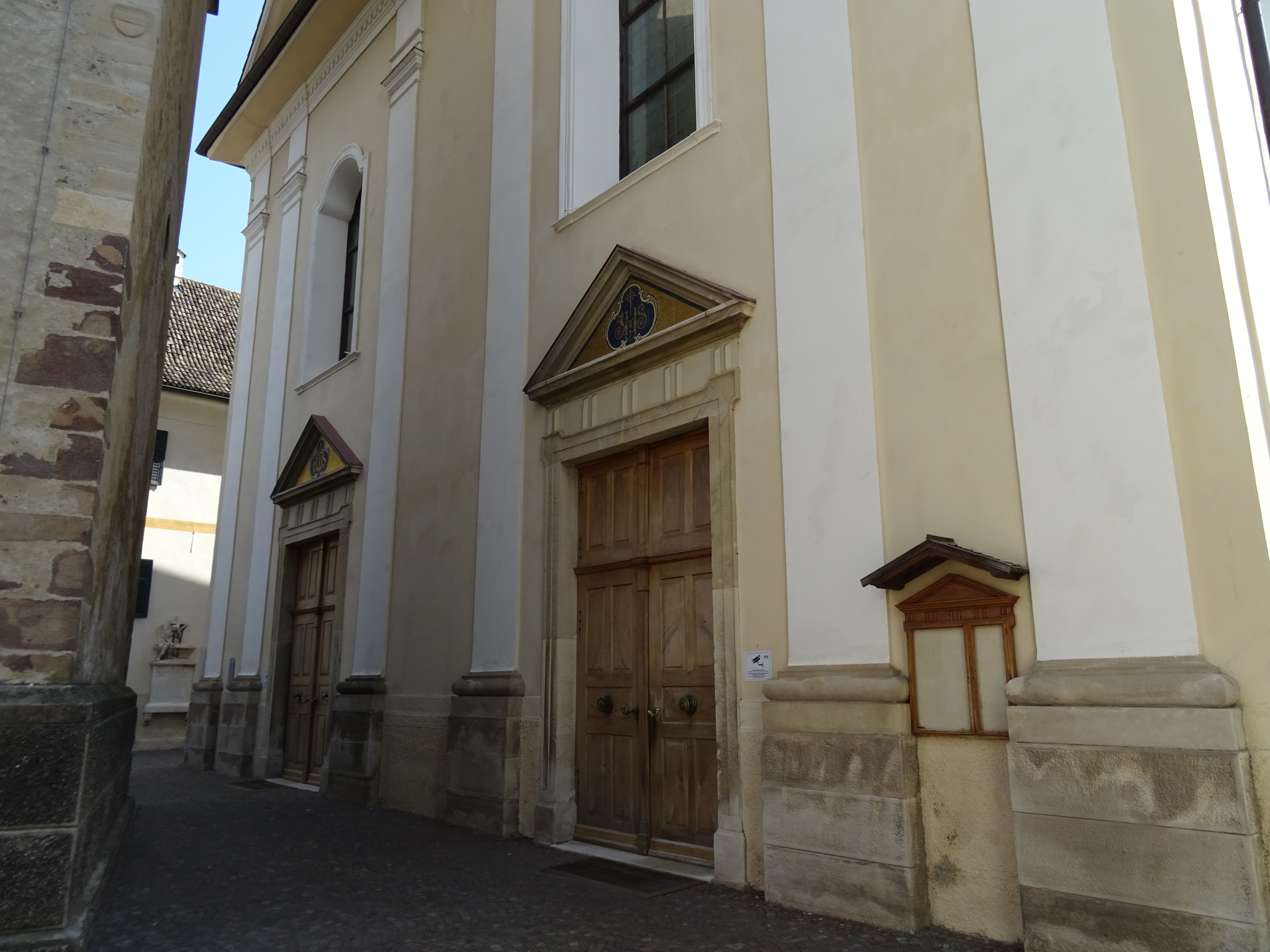
Eingangsportal

Die Pfarrkirche Maria Himmelfahrt (italienisch Santa Maria Assunta) ist die Hauptkirche der Gemeinde Kaltern an der Weinstraße in Südtirol. Sie ist eine römisch-katholische Saalkirche aus dem 18. Jahrhundert mit spätbarocker Ausstattung. Ihr aus der Gotik stammender Kirchturm steht getrennt vom Hauptgebäude.

## Lage
Die Pfarrkirche Maria Himmelfahrt liegt im Zentrum des Ortsteils Dorf an der Nordostecke des Marktplatzes. Sie grenzt an die Andreas-Hofer-Straße. Eine dreitorige Triumphpforte mit Kreuzigungsgruppe aus dem 18. Jahrhundert trennt den Kirchenbereich von der Straße. Das Gelände befindet sich auf einer Höhe von 426 m s.l.m. Hinter der Ostseite der Kirche fällt es über Weinberge zur Weinstraße (LS/SP 19) ab.

## Geschichte
Der Überlieferung nach soll die Pfarrgemeinde Kaltern vom heiligen Vigilius († 405), dem dritten Bischof von Trient, gegründet worden sein. Die erste schriftliche Überlieferung stammt von 1191. Im frühen 14. Jahrhundert wurde der romanische Kirchenbau durch einen dreischiffigen gotischen abgelöst, von dem noch große Teile im heutigen Bau vorhanden sind. 1373 äscherte ein Brand die Kirche ein, die neuerbaut 1378 wieder geweiht wurde. 1400 wurden die drei Apsiden durch einen Chor mit 5/8-Schluss ersetzt. 1498 schuf Hans Klocker (1474–nach 1500) einen thematisch auf das Marienleben bezogenen Flügelaltar, der heute auf mehrere Sammlungen verteilt ist.
Wegen Platzmangels und Bauschäden wurde von 1791 bis 1793 unter Verwendung vorhandener Bauteile die Kirche nach Plänen des Bozner Baumeisters Matthäus Wachter (1740–1799) neu ausgeführt. Das Langhaus wurde um die Breite der Orgelempore nach Westen verlängert und der gotische Chor durch einen Rechteckchor ersetzt. Durch Deckenfresken und Stuckelemente erhielt der Innenraum eine spätbarocke Ausstattung. Diese wurde bei der Renovierung 1899/1900 durch Albrecht Steiner von Felsburg (1838–1905) und seinen Schüler Heinrich Kluibenschedl (1849–1929) noch intensiviert. Die letzte Restaurierung (Dach, Technik, Innenausstattung) fand von 2002 bis 2004 statt.
Am Turm stammen die unteren Geschosse aus dem 14. Jahrhundert. Der Abschluss des Turmes ist in spätgotischer Zeit, wahrscheinlich um 1500, anzusetzen, wobei das Zutun des Erbauers des Bozner Pfarrturms Burkhard Engelberg vermutet wird.

## Bauwerk

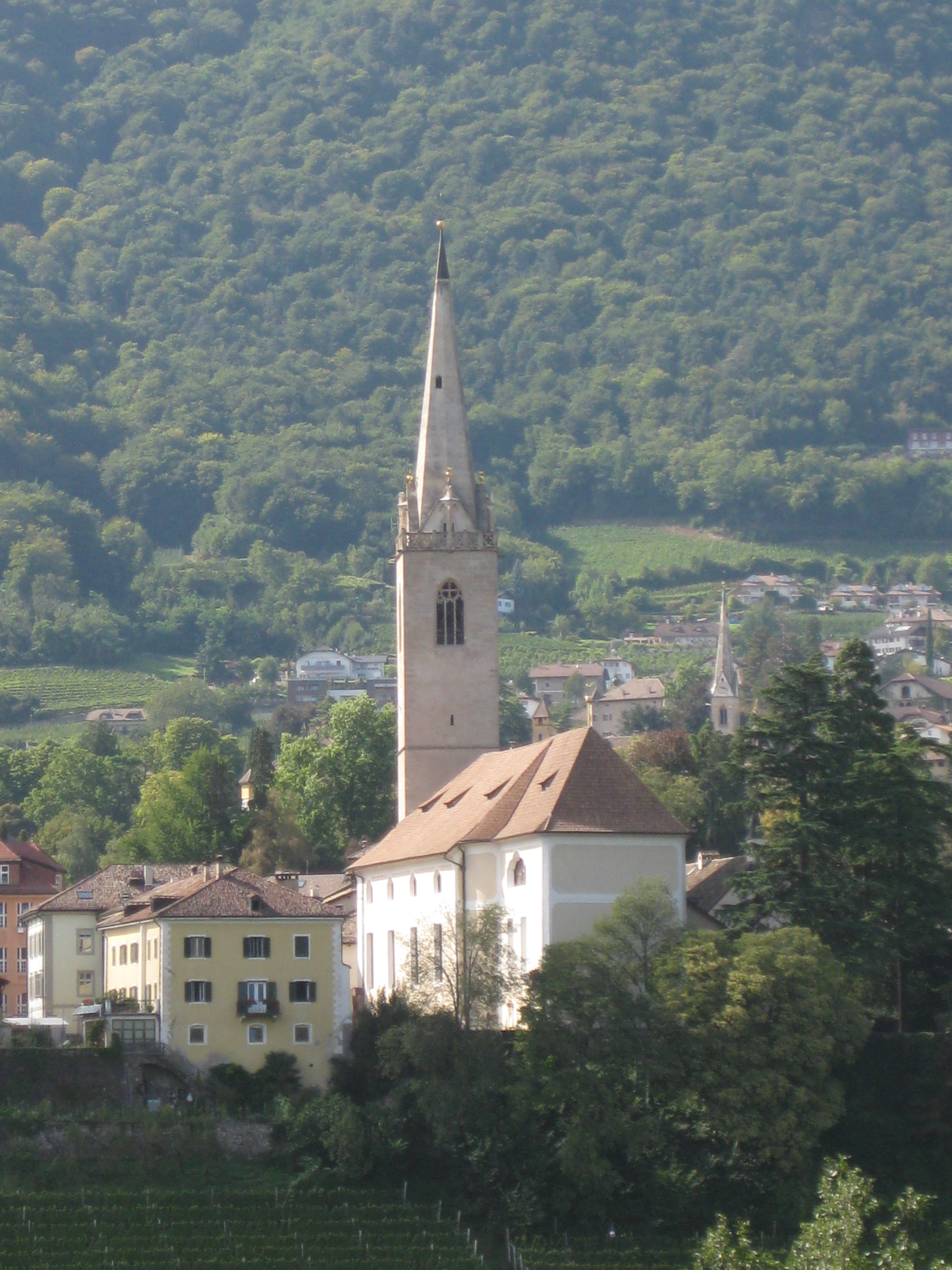
Die Pfarrkirche von Osten gesehen

Das Langhaus der Kirche ist ein rechteckiger Baukörper von 25 m Länge und 20 m Breite mit vier Fensterachsen, dem sich nach Osten nach einem abgerundeten Übergang ein Rechteckchor von 10 × 12 m anschließt. Das Ganze wird von einem Walmdach bedeckt. Der Westgiebel mit zwei großen Rechtecktüren und zwei Fenstern ist durch flache Lisenen gegliedert. An der Nordseite ist die Sakristei mit einem kleinen Rundtürmchen in der Westecke angefügt. Die äußere Schlichtheit des Baus wirkt klassizistisch.
Im Langhaus gliedern die ehemaligen Pfeiler der gotischen Kirche nun als Pilaster den Raum. Sie tragen ein umlaufendes Stuckgesims. Große Rechteckfenster erhellen den Raum. Über dem Stuckgesims befinden sich kleinere Bogenfenster. Die letzte Achse des Langhauses wird von der Orgelempore ausgefüllt, die von zwei Säulen gestützt wird.
Der im unteren Teil quadratische Pfarrturm besitzt gotische Spitzbogenfenster und eine umlaufende Balustrade aus gotischen Vierpasselementen. Die sich anschließende, eingezogene oktogonale Spitzhaube hat an ihrer Basis vier Dreieckgiebel mit Spitzbogenöffnungen. Die Gesamthöhe des Turmes beträgt 72,5 Meter.

## Ausstattung

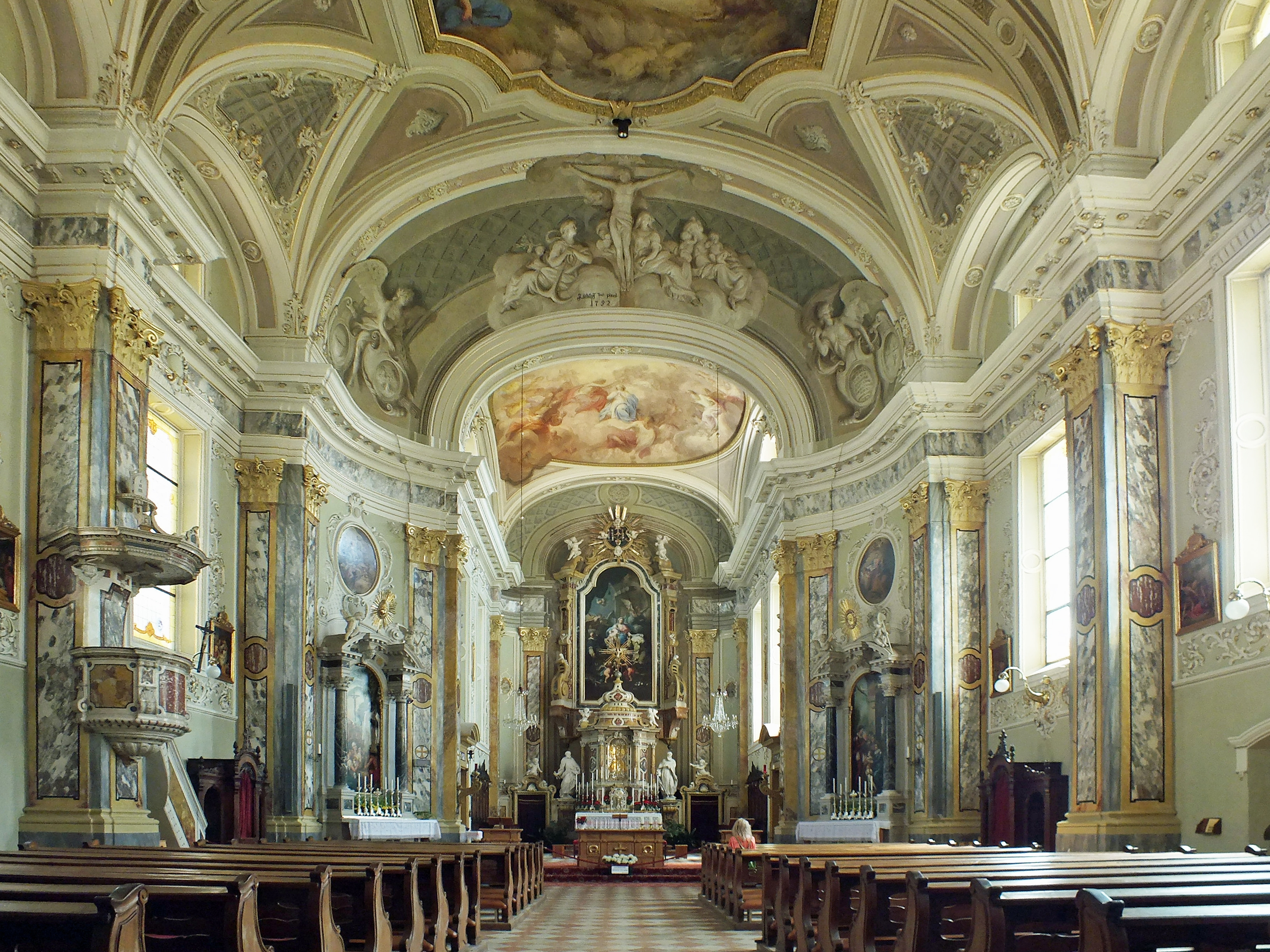
Innenansicht der Pfarrkirche Maria Himmelfahrt

### Altäre
Der von Teodoro Benedetti 1744 ursprünglich für die Bozner Dominikanerkirche gefertigte Hochaltar, beinhaltet einen zweistöckigen freistehenden Tabernakel, der von Marmorstatuen der Apostelfürsten Petrus und Paulus flankiert wird. Das Altarbild stellt die „Rosenkranzübergabe an Dominikus und Katharina von Siena“ dar und passt damit eigentlich nicht zum Patrozinium der Kalterer Kirche. Es wurde 1744 von Michelangelo Unterberger (1695–1758) in Wien für den Altar der Dominikanerkirche in Bozen gemalt. Die Aufstellung des Altars im Neubau der Kirche besorgte der Trientiner Andrea Filippini, von dem auch die Kanzel, der Taufstein und die Weihwasserschalen stammen.
Die beiden im abgerundeten Übergang zum Chor schräg postierten Seitenaltäre kamen 1818 aus Venedig. Der linke mit einem Bild von Liberale Cozza (1768–1821) ist dem heiligen Franz Xaver geweiht, der rechte dem heiligen Isidor.

### Stuckierung und Deckenfresken

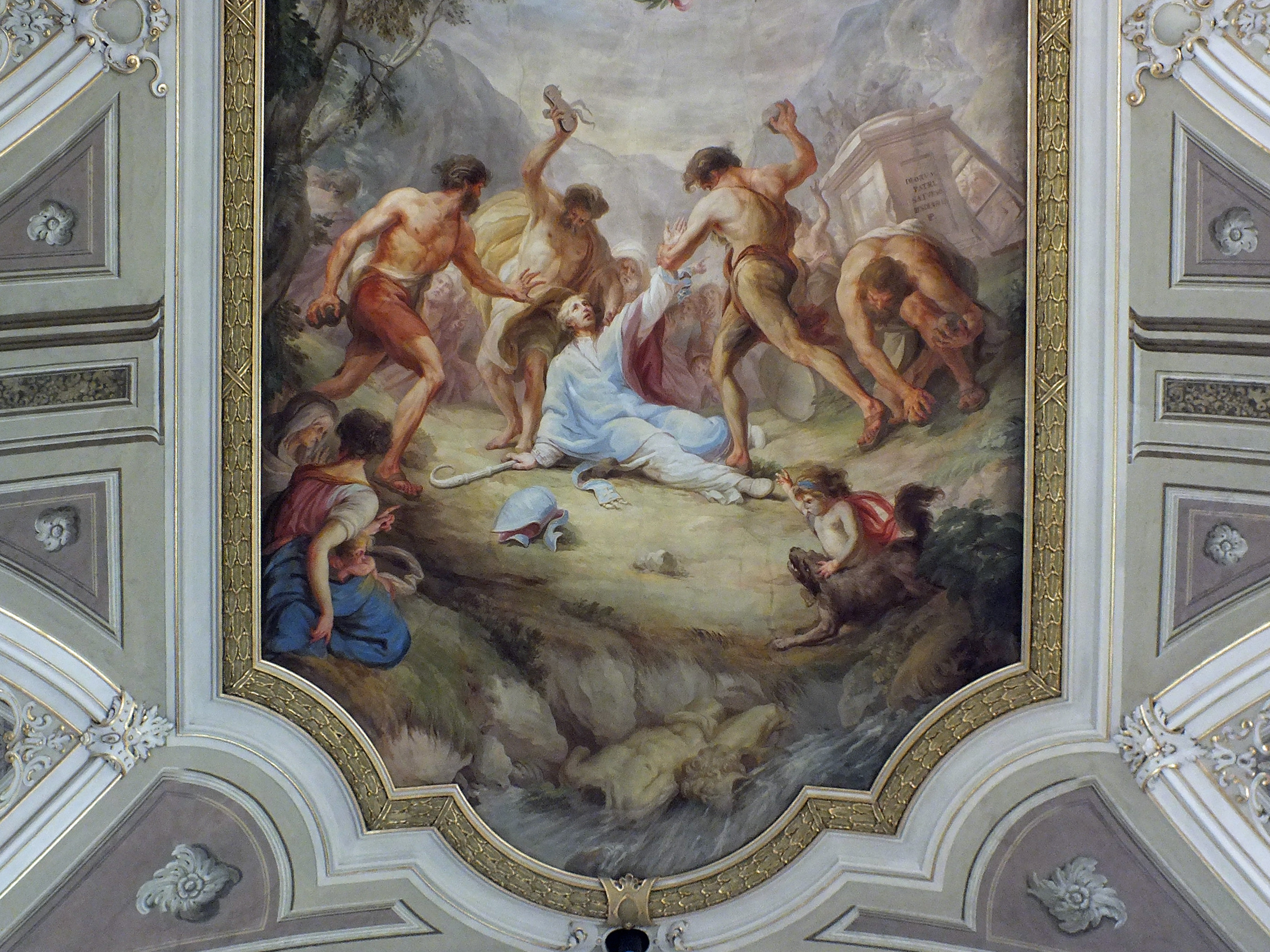
Das Vigilius-Fresko (Ausschnitt)

Die Stuckierung der Pilaster und des umlaufenden Gesimses erfolgte nach dem Kirchenneubau durch Giovanni Batista Stampa aus Como.
Chor und Langhaus werden von zwei großen Deckenfresken von Joseph Schöpf (1745–1822) von 1792/1793 dominiert. Das Chorfresko ist der Krönung Mariens gewidmet. Auf zwei Wolkenbänken sind quasi als Zuschauer zahlreiche biblische Figuren versammelt. Im Fresko des Langhauses ist das legendäre Martyrium des heiligen Vigilius nach der Zerstörung des Standbildes des römischen Gottes Saturn durch ihn dargestellt. Im oberen Teil des Bildes sieht Vigilius den für ihn geöffneten Himmel. Am Triumphbogen zwischen den Fresken versammeln sich um das Kreuz in Stuck ausgeführt die göttlichen Tugenden Fides (Glaube), Spes (Hoffnung) und Caritas (Liebe).
Die nach dem Neubau der Kirche zunächst ohne Schmuck gebliebenen Wände der Kirche wurden erst bei der Renovierung 1899/1900 in das barocke Gesamtbild einbezogen. Dabei entstanden durch Heinrich Kluibenschedl die Rundbilder über den Seitenaltären mit dem heiligen Joseph und der Unterweisung Mariens durch Anna. Im Chorraum kamen die Bilder der Heiligen Notburga von Eben, Heinrich von Bozen, Valentin und Romedius hinzu. Die Kreuzwegstationen im Langhaus entstanden in der Werkstatt von Albrecht Steiner von Felsburg.

### Orgel

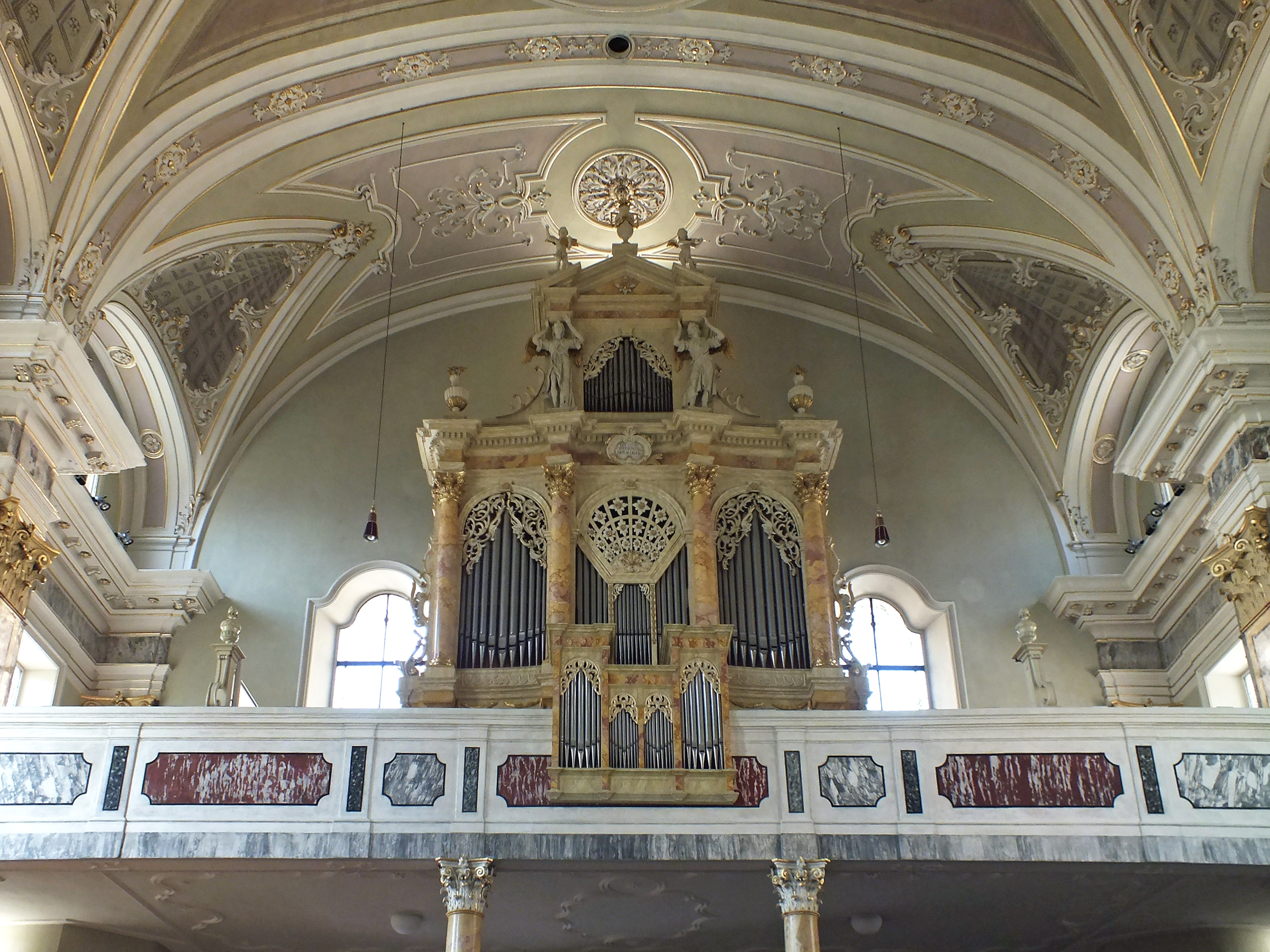
Die Orgelempore

Die erste nachweisbare Orgel der Kirche errichtete 1603 Hans Schwarzenbach, 1642 und 1670 baute sie Daniel Herz (1618–1678) um, und 1735 bis 1740 ergänzte sie Franz Ehinger in einem weiteren Umbau durch ein Rückpositiv.
Für den Kirchenneubau von 1792 errichtete Anton Fuchs (1711–1794) unter Verwendung des alten Pfeifenwerks ein neues Instrument mit einem neuen Orgelkasten.
Nach zahlreichen Reparaturen im 19. Jahrhundert baute 1911 Karl Reinisch II. (1876–1932) ins bestehende Gehäuse, allerdings ohne Rückpositiv, ein neues zweimanualiges 28-registriges Instrument mit pneumatischen Taschenladen und komplett neuem Pfeifenmaterial.
Schließlich stammt die aktuelle dreimanualige Schleifladenorgel aus dem Jahre 1978 von der Orgelbaufirma Pirchner aus Steinach am Brenner. Dabei wurde das Gehäuse restauriert und ein Rückpositiv in die Emporenbrüstung eingebaut. Die Disposition dieses Instruments mit drei Manualen, Pedal und 31 Registern ist im Folgenden zusammengestellt:
| I Rückpositiv C–g3 |             |       |
| 1.                 | Gedeckt     | 8′    |
| 2.                 | Prästant    | 4′    |
| 3.                 | Rohrflöte   | 4′    |
| 4.                 | Waldflöte   | 2′    |
| 5.                 | Sesquialter | 2 ⁄3′ |
| 6.                 | Scharff IV  | 1′    |
| 7.                 | Krummhorn   | 8′    |
|                    | Tremulant   |       |

| II Hauptwerk C–g3 |             |       |
| 8.                | Gedeckt     | 16′   |
| 9.                | Prinzipal   | 8′    |
| 10.               | Rohrgedeckt | 8′    |
| 11.               | Spitzgamba  | 8′    |
| 12.               | Oktav       | 4′    |
| 13.               | Spitzflöte  | 4′    |
| 14.               | Quint       | 2 ⁄3′ |
| 15.               | Oktav       | 2′    |
| 16.               | Mixtur V    | 1 ⁄3′ |
| 17.               | Zimbel II   | 1⁄2′  |
| 18.               | Trompete    | 8′    |

| III Oberwerk C–g3 |              |       |
| 19.               | Copl         | 8′    |
| 20.               | Quintade     | 8′    |
| 21.               | Holzflöte    | 4′    |
| 22.               | Prinzipal    | 2′    |
| 23.               | Quint        | 1 ⁄3′ |
| 24.               | Ripieno III  | 1 ⁄3′ |
| 25.               | Rohrschalmei | 8′    |
|                   | Tremulant    |       |

| Pedal C–f1 |                 |       |
| 26.        | Prinzipalbass   | 16′   |
| 27.        | Subbass         | 16′   |
| 28.        | Oktavbass       | 8′    |
| 29.        | Choralbass      | 4′    |
| 30.        | Rauschpfeife IV | 2 ⁄3′ |
| 31.        | Posaune         | 16′   |

- Koppeln: I/II, III/II, I/P, II/P, III/P